# Ваясат Тру Крайм
„Ваясат Тру Крайм“ (на английски: Viasat True Crime) е телевизионен канал, излъчващ предавания в криминален жанр. Стартира на 6 юни 2024 г. и принадлежи на „Ваясат Уърлд“. Каналът е посветен на различни видове продукции в полицейския жанр.
„Ваясат Тру Крайм“ започва да се излъчва от 6 юни 2024 г. за абонатите на Canal+, Telewizja Play/UPC Polska и Orange TV в Полша. От юли 2024 г. се предлага и на Polsat Box.
В България „Ваясат Тру Крайм“ започва излъчване на 9 януари 2025 г. първоначално в мрежата на Виваком.